# Điện cao thế

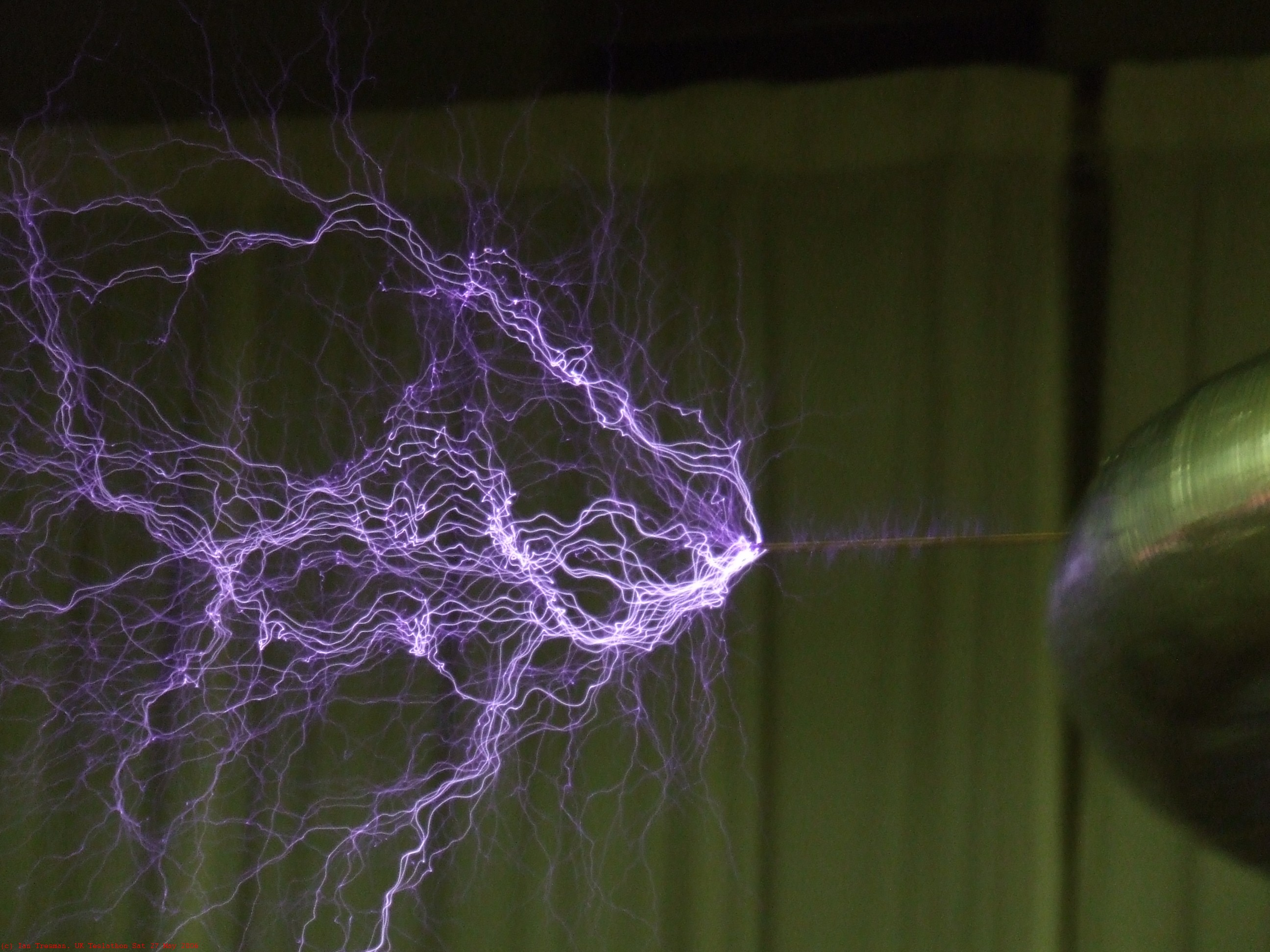
Điện thế cao có thể dẫn đến sự cố điện, kết quả là tia lửa điện như mô phỏng bởi các sợi Plasma bắn ra từ một cuộn dây Tesla.

Điện cao thế (hay còn gọi là điện thế cao) là dòng điện có điện áp đủ lớn để gây hại đến sinh vật sống. Thiết bị và các dây dẫn mang dòng điện cao cần phải bảo đảm các yêu cầu và quy trình an toàn. Trong các ngành công nghiệp, điện cao thế nghĩa là dòng điện cao hơn một ngưỡng nào đó. Điện cao thế được dùng chủ yếu trong việc phân phối điện năng, trong ống phóng tia cathode, sản sinh tia X và các chùm hạt để thể hiện hồ quang điện, cho sự xẹt điện, trong đèn nhân quang điện, và các đèn điện tử chân không máy khuếch đại năng lượng cao và các ứng dụng khoa học và công nghệ khác.